# Ancylolomia hamatella
Ancylolomia hamatella là một loài bướm đêm trong họ Crambidae.